# 交響曲第2番 (バーンスタイン)
レナード・バーンスタインの交響曲第2番『不安の時代』（Symphony No. 2 "The Age of Anxiety"）は1947年から1948年にかけて作曲された、バーンスタインの2作目の交響曲である。前作と同じく標題を持ち、英国の詩人、W・H・オーデンによる詩『不安の時代』に触発されて作曲された。詩の内容は第二次世界大戦末期のニューヨークで暮らす4人の人間の孤独を描いたものである。各楽章の標題は詩に従い、音楽の内容も詩を描写するものとなっている。
なお、ピアノの独奏が用いられており、多分にピアノ協奏曲の性格が強い。これは作曲者自身がピアニストでもあったことによる。
- 初演：1949年4月8日、ボストンにて、作曲者自身のピアノ独奏、セルゲイ・クーセヴィツキー指揮のボストン交響楽団による。
- 演奏時間：約30分

## 構成
曲は大きく分けて2部に分けられる。第1部は第1～3楽章からなり、続けて演奏される。また第2部は第4～6楽章であり、同じく続けて演奏される。
- 第1楽章「プロローグ」：Lento moderato - Poco piu andante
- 第2楽章「7つの時代」：Variations1-7
- 第3楽章「7つの段階」：Variations8-14
- 第4楽章「挽歌」：Largo - Molto rubato
- 第5楽章「仮面舞踏会」：Extremely fast
- 第6楽章「エピローグ」：L'Istesso tempo

## 楽器編成
- ピッコロ　1
- フルート　2
- オーボエ　2
- コーラングレ　1
- クラリネット　2
- バスクラリネット　1
- ファゴット　2
- コントラファゴット　1
- ホルン　4
- トランペット　3
- トロンボーン　3
- テューバ　1
- 打楽器群
  - ティンパニ
  - 小太鼓
  - 大太鼓
  - 中太鼓
  - タムタム
  - トライアングル
  - シンバル
  - テンプル・ブロック（木魚）
  - グロッケンシュピール
  - シロフォン
- ハープ　2
- チェレスタ
- アップライト・ピアノ（オーケストラの中に置かれ、独奏とは別に扱われる）
- 独奏ピアノ
- 弦楽5部

大きな打楽器群を除けば標準的な三管編成である。